# WISE 0146+4234
Désignations
WISE J014656+423410.0 (en abrégé WISE 0146+4234) est une naine brune binaire avec des types spectraux T9 et Y0 située dans la constellation d'Andromède. Elle se trouve à environ 60 années-lumière de la Terre.

## Découverte
Elle a été découverte en 2012 par J. Davy Kirkpatrick et al., à partir des données collectées par le Wide-field Infrared Survey Explorer. En 2012, Kirkpatrick et al. ont publié un article dans The Astrophysical Journal, dans lequel ils ont présenté la découverte de sept nouvelles naines brunes WISE avec un type spectral Y, parmi lesquelles se trouvait également WISE 0146+4234.

## Distance
La distance de l'étoile a été initialement estimée à 20 années-lumière de la Terre. Des mesures ultérieures de la parallaxe stellaire ont montré qu'elle se trouve en réalité à 60 années-lumière.